# Johannes Müller Argoviensis
Johannes Müller Argoviensis, född 9 maj 1828 i Teufenthal, Aargau, död 28 januari 1896 i Genève, var en schweizisk botaniker. Auktorsnamnet Müll. Arg. kan användas för Johannes Müller Argoviensis i samband med ett vetenskapligt namn inom botaniken; se Wikipediaartiklar som länkar till auktorsnamnet.
Müller Argoviensis var direktor för den botaniska trädgården i Genève. Han blev extra ordinarie professor i farmaceutisk botanik 1871 och var 1876–1889 ordinarie professor i systematisk botanik vid universitetet i Genève. Han var en verksam och noggrann deskriptiv botaniker, som bland annat skrev om Resedaceae, Apocynaceae och Euphorbiaceae för Alphonse Pyrame de Candolles Prodromus och Carl Friedrich Philipp von Martius Flora brasiliensis. Hans huvudområde var dock lichenologin, där han blev en erkänd auktoritet. Hans stora samling av lavar köptes in av Herbier Boissier i Genève.